# تلولا رایلی
تلولا رایلی (انگلیسی: Talulah Riley؛ زاده ۲۶ سپتامبر ۱۹۸۵) بازیگر انگلیسی است.
از فیلم‌های معروف او می‌توان به بازی در غرور و تعصب اشاره کرد. همچنین وی در سریال وست‌ورلد حضور داشت. او دومین همسر ایلان ماسک بود که یکبار ازسال ۲۰۱۰ تا ۲۰۱۲ و بار دوم نیز از سال ۲۰۱۳ تا ۲۰۱۶ همسر او بوده است.

## فیلم‌شناسی
فهرست برخی از فیلم‌ها وسریال‌هایی که تلولا رایلی در آنها به ایفای نقش پرداخته است:
- غرور و تعصب
- دکتر هو
- تلقین
- معضل
- ثور: دنیای تاریک
- وست‌ورلد
- قایقی که راک پخش می‌کرد
- سنت ترینیان
- سنت ترینیان ۲
- گره